# 拟犁头鳐属
拟犁头鳐属（学名：Pseudobatos）为犁头鳐科的一个属。

## 下属物种
本属共9种，均分布于美洲水域
- 窄鼻拟犁头鳐 Pseudobatos buthi K.M. Rutledge, 2019[2]：又稱窄鼻琵琶鱝。
- 銀点拟犁头鳐 Pseudobatos glaucostigmus ：又稱銀點琵琶鱝。
- 霍氏拟犁头鳐 Pseudobatos horkelii ：又稱霍氏琵琶鱝。
- 大西洋拟犁头鳐 Pseudobatos lentiginosus ：又稱大西洋琵琶鱝。
- 白吻拟犁头鳐 Pseudobatos leucorhynchus ：又稱白吻琵琶鱝。
- 白点拟犁头鳐 Pseudobatos percellens ：又稱白點琵琶鱝。
- 太平洋拟犁头鳐 Pseudobatos planiceps ：又稱太平洋琵琶鱝。
- 普氏拟犁头鳐 Pseudobatos prahli ：又稱普氏琵琶鱝。
- 環吻拟犁头鳐 Pseudobatos productus 又稱環吻琵琶鱝。